# インドラヴァルマン
インドラヴァルマン2世（サンスクリット語: इन्द्रवर्मन् २, ラテン文字転写: Indravarman II, 生年不詳 - 898年）は、チャンパ王国（占城国）第6王朝の初代国王（在位：854年頃 - 898年）。初名はラクシュミーンドラ・ブーミーシュヴァラ・グラーマスヴァーミン（サンスクリット語: लक्ष्मीन्द्र भूमीश्वर ग्रामस्वामिन्, ラテン文字転写: Lakṣmīndra Bhūmīśvara Grāmasvāmin）。王号はパラマブッダーローカ（サンスクリット語: परमबुद्धालोक, ラテン文字転写: Paramabuddhāloka）。

## 生涯
アマラーヴァティーのナリケラヴァムシャの出身。チャム伝承に登場する女神ウロジャの子孫を称し、先代のヴィクランタヴァルマン3世に子がなかったために即位した。
ヴァルナに沿って、バラモンとクシャトリヤの出身者を大臣に登用し、チャンパの中心を南方パーンドゥランガにあったヴィラプラから、アマラーヴァティーに新たに建造したインドラプラに移した。861年12月に唐の安南都護府に侵攻した。それまでのヒンドゥー教に代わってヴァジュラヤーナ系の仏教を導入し、875年にはインドラプラに、アヴァローキテーシュヴァラを祀った東西1.3kmにおよぶ大規模な仏教寺院であるラクシュミーンドラローケーシュヴァラ廟を建立した。その遺構の一部はドンドゥオン塔に見ることができる。877年には唐に遣使して馴象3頭を献じた。
インドラヴァルマン2世の死後は子がなかったため、妃ハラデーヴィーの外甥にあたるジャヤ・シンハヴァルマン1世が王位を継承した。

## 参考資料
- George Cœdès (May 1, 1968). The Indianized States of South-East Asia. University of Hawaii Press. ISBN 978-0824803681
- Charles Higham (May 1, 2004). Encyclopedia of Ancient Asian Civilizations. Facts on File. ISBN 978-0816046409
- Vincent Lefèvre (12 July 2011). Portraiture in Early India: Between Transience and Eternity. Brill. ISBN 978-9004207356
- R. C. Majumdar (1927). Ancient Indian colonies in the Far East. Vol. I, Champa. Punjab Sanskrit Book Depot
- 石井米雄、桜井由躬雄 編『東南アジア史 I 大陸部』山川出版社〈新版 世界各国史 5〉、1999年12月20日。ISBN 978-4634413504。
- 『唐会要』巻九十八 林邑国
- 『嶺表録異（中国語版）』巻上